# St. Medardus (Mutterstadt)
Die römisch-katholische Pfarrkirche St. Medardus in Mutterstadt wurde 1934–1935 an der Stelle des bis dahin genutzten Vorgängerbaus aus dem 18. Jahrhundert errichtet. Die Gemeinde gehört heute zur Pfarrei Hl. Sebastian Dannstadt-Schauernheim des Dekanats Speyer im Bistum Speyer.

## Patrozinium
Ursprünglich war die Kirche des im 13. Jahrhundert untergegangenen Dorfs Hillensheim dem heiligen Medardus von Noyon geweiht, dieses Patrozinium wurde später auf die Mutterstadter Kirche übertragen.

## Geschichte
Die katholische Gemeinde wurde 1784 eine selbständige Pfarrei und nutzte bis zum Neubau ihre 1754 gebaute und 1836 um 7 Meter verlängerte Kirche. Diese reichte um 1930 jedoch nicht mehr für die stark angewachsene Gemeinde. So wurde zunächst der älteste Teil der Kirche abgebrochen und durch einen größeren Neubau ersetzt. Im Frühjahr 1935 fiel dann auch der Rest der alten Kirche. Die Außenmaße des Neubaus betragen in der Länge 44 Meter und in der Breite 22 Meter, er bietet 800 Sitzplätze.
Beim Neubau wurden die Altäre der alten Kirche überarbeitet. Die beiden aus der Unteren Pfarrkirche St. Sebastian in Mannheim stammenden Seitenaltäre entstanden um 1760. Der etwa 200 Jahre alte Hochaltar ist dem heiligen Medardus geweiht.
Der Ausbruch des Zweiten Weltkriegs verhinderte zunächst den Bau des geplanten Kirchturms, er wurde erst im Jahr 1958 vollendet. Im Turm wurden 1962 sechs neue Glocken aufgehängt und eine Turmuhr mit Westminsterschlagwerk installiert.

## Orgel

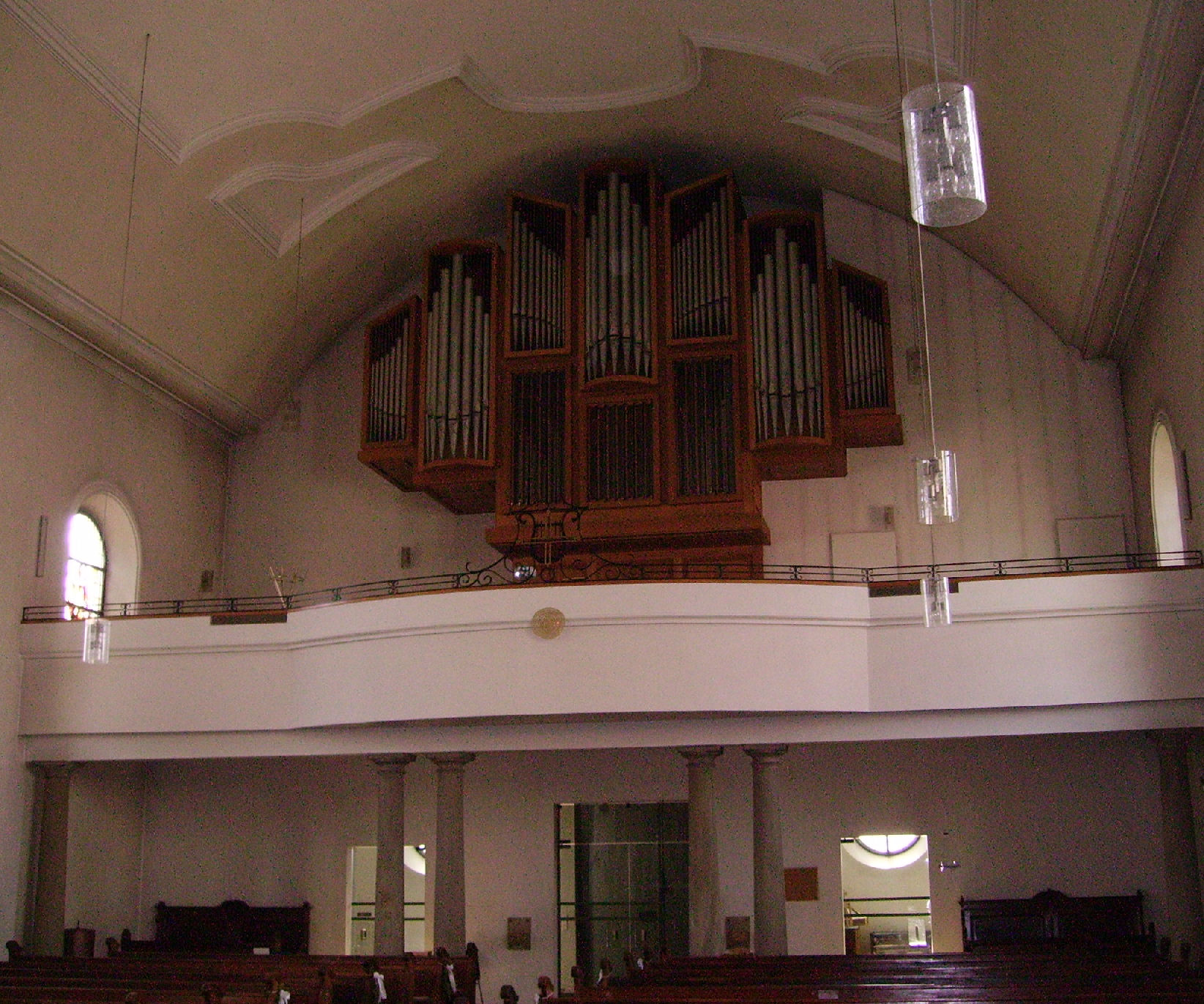
Blick auf die Orgelempore

Bis in das Jahr 1976 wurde die aus dem Vorgängerbau übernommene Orgel in der St.-Medardus-Kirche verwendet. In diesem Jahr baute Paul Zimnol unter Beratung von Leo Krämer eine neue Schleifladen-Orgel im Stil des Neobarock. Sie verfügt über 25 Register auf zwei Manualen und Pedal. Die Spieltraktur ist mechanisch, die Registertraktur ist elektrisch. Sie hat folgende Disposition:
| I Hauptwerk C–g3 |       |
| Bourdon          | 16′   |
| Praestant        | 08′   |
| Spielpfeife      | 08′   |
| Oktave           | 04′   |
| Rohrflöte        | 04′   |
| Waldflöte        | 02′   |
| Mixtur III–V     | 1 ⁄3′ |
| Trompete         | 08′   |

| II Schwellwerk C–g3 |       |
| Weitgedackt         | 08′   |
| Salizional          | 08′   |
| Prinzipal           | 04′   |
| Spitzflöte          | 04′   |
| Oktave              | 02′   |
| Violquint           | 1 ⁄3′ |
| Sesquialter II      |       |
| Zimbelscharf III–IV |       |
| Fagott              | 16′   |
| Oboe                | 08′   |
| Tremulant           |       |

| Pedal C–f1      |     |
| Subbass         | 16′ |
| Oktavbass       | 08′ |
| Rohrgedackt     | 08′ |
| Choralbass      | 04′ |
| Oktavcornett II |     |
| Posaune         | 16′ |
| Rohrschalmei    | 04′ |

- Koppeln: II/I, I/P, II/P
- Spielhilfen: Feste Kombination (Tutti), Crescendowalze, Zungen ab